# Johannes Fest
Johannes Fest (* 6. Februar 1889 in Ottorowo, Kreis Samter, Provinz Posen; † 15. September 1960 in West-Berlin) war ein deutscher Politiker.

## Leben

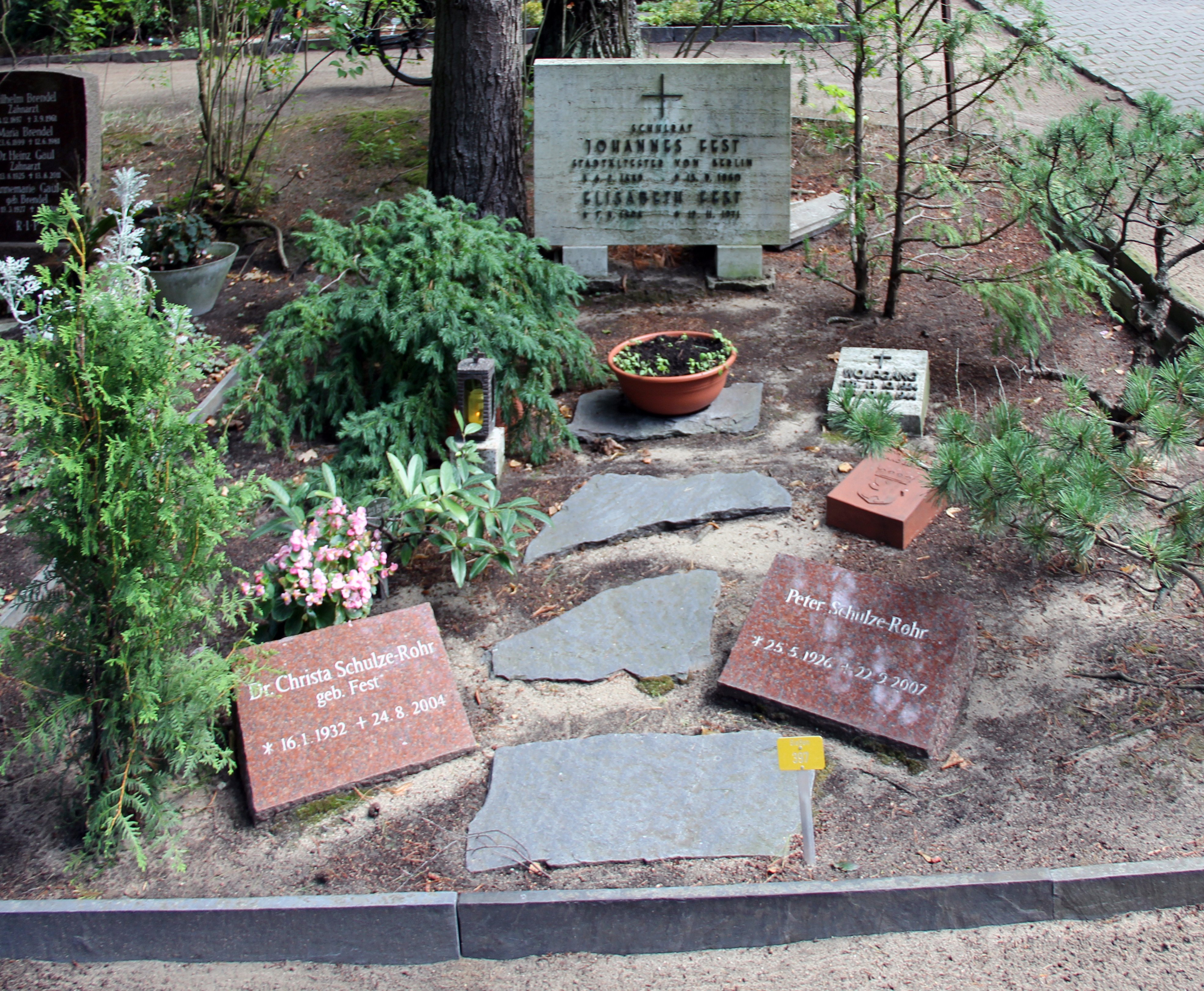
Grabstätte in Berlin-Tempelhof

Nach dem Besuch der Volksschule absolvierte Fest eine Ausbildung zum Volksschullehrer an einer Präparandenanstalt. Ab 1916 arbeitete er als Lehrer in Berlin-Neukölln. Nach dem Ersten Weltkrieg, in dessen letztem Jahr er als Soldat diente, studierte er von 1919 bis 1922 Philologie und Volkswirtschaft an der Berliner Friedrich-Wilhelms-Universität. Ab 1921 lebte Fest in der Hentigstraße 13 in Berlin-Karlshorst.
Von 1918 bis 1933 war Fest Vorstandsmitglied der Deutschen Zentrumspartei in Berlin. Des Weiteren war er von 1925 bis 1933 Mitglied des Gauvorstands Berlin-Brandenburg und gehörte dem Reichsbanner Schwarz-Rot-Gold, einem überparteilichen Bündnis zum Schutz der Republik gegen ihre Feinde an den politischen Rändern, an. Später wurde Fest Bezirksverordneter in Berlin-Lichtenberg. Ab 1929 war er Rektor der 20. (katholischen) Volksschule in der Holteistraße 7–9. Im April 1933 wurde er von den nationalsozialistischen Behörden vom Schuldienst beurlaubt. Dem folgte die endgültige Entlassung zum 1. Oktober unter Gewährung einer kleinen Pension sowie ein Berufsverbot. Den Eintritt in die NSDAP, der ihm wieder eine berufliche Tätigkeit eröffnet hätte, lehnte er ab.
1944 wurde er zur Wehrmacht eingezogen und geriet Anfang April 1945 in Königsberg in sowjetische Kriegsgefangenschaft, aus der er im Herbst 1945 entlassen wurde. Durch die Einrichtung eines militärischen Sperrgebiets in dem von Kriegszerstörungen weitgehend verschonten Karlshorst, die im Mai 1945 durch die Sowjetische Militärverwaltung angeordnet worden war, hatte die Familie Fest über Nacht ihre Wohnung verloren und lebte dann zunächst in einer in Berlin-Neukölln zugewiesenen Wohnung. Fest wurde nun Mitglied der CDU. Von 1945 bis 1954 war er Bezirksschulrat in Berlin-Tempelhof. Von 1948 bis 1950 war Fest Bezirksverordneter in Berlin-Neukölln. Von 1950 bis 1958 gehörte er dem Abgeordnetenhaus von Berlin in dessen 1. und 2. Legislaturperiode an. Nach seinem Ausscheiden aus dem Abgeordnetenhaus wurde er von 1958 bis 1960 erneut Bezirksverordneter in Berlin-Neukölln. 1960 wurde ihm die Würde des Stadtältesten von Berlin verliehen.

## Familie
Fest war verheiratet und hatte fünf Kinder. Sein Sohn Joachim Fest (1926–2006) war 1973 bis 1993 Mitherausgeber der FAZ, Zeithistoriker und Autor.

## Letzte Ruhestätte
Sein Grab (Ehrengrab des Landes Berlin) befindet sich auf dem St.-Matthias-Friedhof in Berlin-Tempelhof.

## Ehrungen
Am 5. Februar 2014 erhielt der ehemals namenlose Platz am Theater Karlshorst den Namen „Johannes-Fest-Platz“.